# Eunapiodes
Eunapiodes is een geslacht van rechtvleugeligen uit de familie Pamphagidae. De wetenschappelijke naam van dit geslacht is voor het eerst geldig gepubliceerd in 1907 door Bolívar.

## Soorten
Het geslacht Eunapiodes  is monotypisch en omvat slechts de volgende soort:
- Eunapiodes granosus (Stål, 1876)